# Sandboxie
Sandboxie ist ein Computerprogramm, das eine Sandbox bereitstellt, die es ermöglicht, Programme isoliert vom Betriebssystem auszuführen.

## Funktionsweise
Führt man ein Computerprogramm in Sandboxie aus, werden alle Schreibzugriffe auf die Festplatte auf einen speziellen, selbst definierbaren Ordner umgeleitet. Das Programm ist in der Lage, sowohl Schreibzugriffe auf Dateien als auch auf die Windows-Registrierungsdatenbank abzufangen und umzuleiten. Auf diese Weise wird das eigentliche Computersystem nicht verändert, wenn Programme in Sandboxie ausgeführt werden.
Ist die betreffende Datei in dem Sandboxie-Ordner bereits vorhanden, werden auch Lesezugriffe entsprechend umgeleitet, so dass das in Sandboxie ausgeführte Programm selbst mit den veränderten Dateien weiterarbeitet, ansonsten erfolgen die Lesezugriffe zunächst auf die Originaldateien. Um sich vor der Ausspähung von Daten durch einen Trojaner zu schützen, kann man auch den Zugriff auf bestimmte Dateien, Verzeichnisse oder Schlüssel in der Registry komplett blockieren.
Möchte man die Änderungen verwerfen, leert man die Sandbox entweder manuell oder automatisch beim Schließen der Sandbox. Der Benutzer hat jedoch die Möglichkeit, Ordner festzulegen, bei denen die Dateiänderungen entweder durch ein Dialogfeld gemeldet werden und die geänderten Dateien sofort in den tatsächlichen Ordner kopiert werden können oder vor dem Löschen des Sandbox-Inhalts aufgelistet und nach Bedarf kopiert werden können.

## Anwendungsbereiche
Häufigste Anwendung ist das Ausführen eines Webbrowsers oder E-Mail-Programms unter Sandboxie. Fängt sich der Internetnutzer Schadprogramme ein, können sich diese nicht einfach irgendwo auf dem System einnisten, sondern werden in die Sandbox umgeleitet. Leert man die Sandbox regelmäßig, werden auch die Schadprogramme gelöscht.
Ein zweiter möglicher Anwendungsbereich ist das Ausprobieren von Computerprogrammen. Installiert man ein neues Computerprogramm in der Sandbox, kann man es darin testen und bei Nichtgefallen das Programm durch Leeren der Sandbox entfernen, ohne dass auf dem System Spuren zurückbleiben, wie das bei einer normalen Deinstallation oft der Fall ist. Weiterhin kann man auch bereits auf dem System installierte Programme in der Sandbox ausführen, um die Auswirkungen von veränderten Programmkonfigurationen zu testen. Software, die allerdings sehr tief in das System eingreift wie z. B. Antivirenprogramme lassen sich nicht in der Sandbox installieren, da die Installationsroutinen dieser Programme mit den eingeschränkten Rechten der Sandbox nicht zurechtkommen und die Installation abbrechen.

## Anpassungsmöglichkeiten
In Sandboxie können mehrere Sandboxen verwaltet werden. Für jede Sandbox lassen sich getrennt verschiedene Einstellungen vornehmen. So ist es z. B. möglich, den Lesezugriff auf bestimmte Dateien komplett zu unterbinden oder Dateien festzulegen, bei deren Zugriff die Sandbox die Schreibzugriffe nicht in die Sandbox umleitet. Auch lassen sich über Sandboxie Programme mit eingeschränkten Rechten ausführen, wenn man selbst mit einem Administratorkonto arbeitet.

## Lizenzmodell
Bis einschließlich Version 5.30 war Sandboxie für den privaten Gebrauch als Shareware kostenlos nutzbar. Es erschien nach 30 Tagen ein Erinnerungsfenster mit der Bitte die Software zu lizenzieren, zudem konnte nur eine Sandbox genutzt werden. Seit September 2019 stand die Anwendung ohne funktionelle Einschränkungen oder Lizenzierungsaufforderung als Freeware zur Verfügung. Seit April 2020 ist Sandboxie als Freie Software unter der GNU GPLv3 verfügbar.